# Giovanni Battista Vermiglioli
Giovanni Battista Vermiglioli (Pérouse, 24 septembre 1769-Pérouse, 3 décembre 1848) est un épigraphiste, étruscologue et archéologue italien.

## Biographie
Il fait des études de juriste au séminaire d'Orvieto et devient professeur d'archéologie à l'Université de Pérouse (1810-1846).
En 1840, il fouille l'hypogée étrusque des Volumni ainsi que sa nécropole et envisage un corpus des inscriptions italiques qui ne verra le jour, grâce à Ariodante Fabretti qu'après la création de l’État italien.

## Travaux
- Iscrizioni perugini, etrusche, greche e romane, 1804-1805
- Saggio di bronzi etruschi trovati nell'agro perugino, 1813
- Sepulcro etrusco chiusino, 1819
- Lezioni elementari di archeologia, 1822
- Saggio di congetture sulla grande iscrizione etrusca, 1824
- I sepolcri dei Volumni, 1840